# 包林考
包林考（匈牙利語：Balinka）是匈牙利费耶尔州所辖的一个村。总面积18.62平方公里，总人口977，人口密度52.5人/平方公里（2011年1月1日）。